# Hauteurs de Poulkovo

Les hauteurs de Poulkovo (en russe Пу́лковские высо́ты, Poulkovskie vyssoty) sont une chaîne de collines qui dominent le sud de la ville de Saint-Pétersbourg.

## Géographie
Les collines de Poulkovo atteignent l'altitude de 74 mètres. C'est sur ces hauteurs que s'élève l'observatoire de Poulkovo. 
Au XVIIIe siècle, un domaine rural dénommé Poulkovo se trouvait sur les hauteurs de ces collines. De nos jours un village subsiste dépendant de Saint-Pétersbourg.

## Histoire

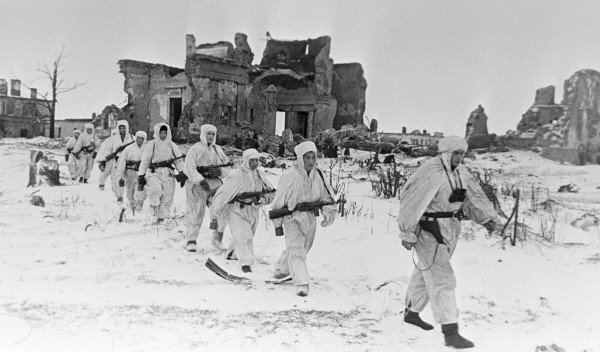
Éclaireurs soviétiques sur les hauteurs de Poulkovskiye durant le siège de Léningrad.
Photo Boris Kudoyarov

C'est sur les hauteurs de Poulkovo que, le 13 novembre 1917, furent vaincues les troupes cosaques du général Piotr Krasnov, qui avançaient sur Pétrograd pour réprimer la révolution bolchevique. Les 18-20 octobre 1919, l'Armée rouge y arrêta les forces blanches du général Nikolaï Ioudenitch, qui furent vaincues entre les 21 et 26 octobre 1919. 
Au cours de la Seconde Guerre mondiale, les forces allemandes atteignirent les hauteurs de Poulkovo le 13 septembre 1941. Il y eut ensuite de violents combats jusqu'au 23 septembre, mais les Allemands ne réussirent pas à percer les défenses soviétiques ; la ligne de front fut stabilisé jusqu'en janvier 1944, au pied des hauteurs de Poulkovo.
En 1986, l'astronome soviétique Alexandre Nikolaevich Deutsch y est mort après avoir collaboré à l'observatoire astronomique de Poulkovo.